# Partille

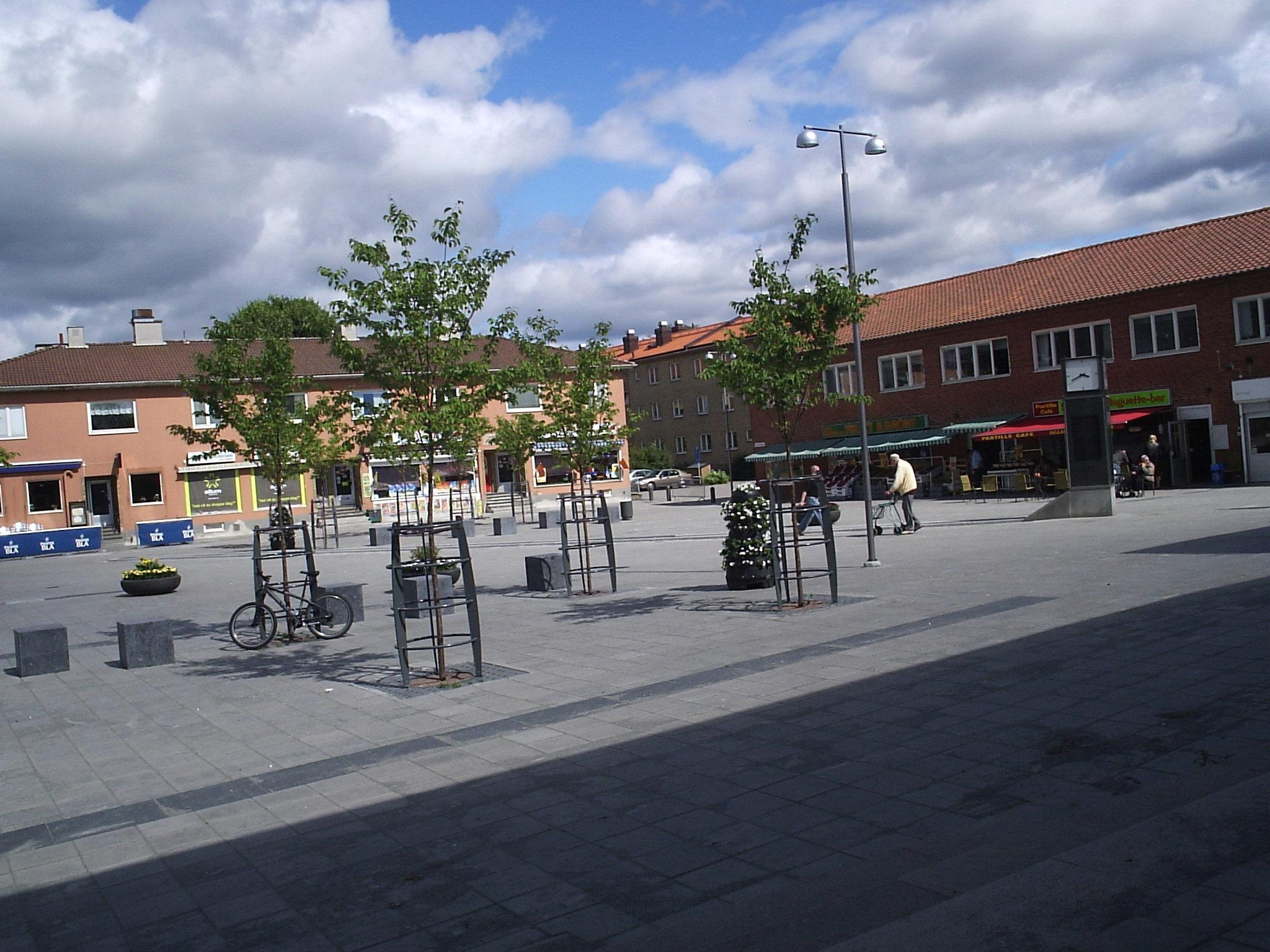

Partille is een Zweedse gemeente in Västergötland. De gemeente behoort tot de provincie Västra Götalands län. Ze heeft een totale oppervlakte van 59,4 km² en telde 34.840 inwoners in 2010.

## Plaatsen
- Öjersjö
- Jonsered
- Kåhög
- Hallen (Partille)